# Zidanta I.
Zidanta I. war von zirka 1560 bis 1550 v. Chr. (mittlere Chronologie) hethitischer Großkönig.
Zidanta war ein Mitglied des hohen hethitischen Adels und Schwiegersohn des Ḫantili I., der ein Schwager des Großkönigs Muršili I. war. Mit dessen Thronbesteigung war offensichtlich ein Teil des hethitischen Adels nicht einverstanden. Deshalb gingen Zidanta und Ḫantili, ob allein ist nicht gesichert, „hinauf in den Palast“ und töteten Muršili. Ḫantili wurde nun Großkönig und als er versuchte, seinen Sohn Pišeni zum Nachfolger zu machen, wurde dieser von Zidanta ermordet.
Zidanta wurde Großkönig, es gibt aber keine Aufzeichnungen, die sich zweifelsfrei seiner Regierungszeit zuordnen lassen. Schließlich wurde Zidanta von seinem Sohn Ammuna ermordet.